# Тіго Ланд
Ті́го Ланд (нід. Tygo Land; нар. 11 січня 2006) — нідерландський футболіст, півзахисник клубу ПСВ.

## Клубна кар'єра
В липні 2013 року почав займатися футболом в юнацькій команді клубу «Геренвен». 15 серпня 2022 року приєднався до академії клубу ПСВ.
12 серпня 2023 року дебютував за першу команду, вийшовши на заміну Джої Верману в матчі Ередивізі проти «Утрехта». 14 серпня дебютував за фарм-клуб «Йонг ПСВ» в матчі Еерстедивізі проти «Телстара». 29 вересня забив перші голи у своїй професіональній кар'єрі, відзначившись дублем у матчі чемпіонату проти «Камбюра». 11 жовтня 2023 року англійська газета The Guardian назвала його одним з 60-ти найкращих футболістів світу 2006 року народження. В своєму дебютному сезоні в першій команді став чемпіоном Нідерландів, а за «Йонг ПСВ» зіграв 26 матчів, в яких забив 4 м'ячі, у підсумку потрапивши до команди сезону в Еерстедивізі.
29 січня 2025 року в матчі Ліги чемпіонів УЄФА проти англійського «Ліверпуля» дебютував у єврокубках.

## Кар'єра в збірній
Виступав за збірні Нідерландів до 16, до 17 і до 19 років. В травні 2023 року в складі збірної до 17 років виступав на юнацькому чемпіонаті Європи 2023 в Угорщині, де був її капітаном. На турнірі зіграв 3 матчі, а нідерландці не вийшли з групи, посівши останнє 4-те місце.
В травні 2025 року потрапив в заявку збірної до 19 років на юнацький чемпіонат Європи в Румунії. На турнірі провів усі п'ять матчів, а його команда вперше в історії стала переможцем чемпіонату Європи в цій віковій категорії.

## Статистика виступів
Станом на 9 серпня 2025 
| Клуб              | Сезон             | Чемпіонат         | Чемпіонат | Чемпіонат | Кубок | Кубок | Єврокубки | Єврокубки | Інші  | Інші | Всього | Всього |
| Клуб              | Сезон             | Дивізіон          | Матчі     | Голи      | Матчі | Голи  | Матчі     | Голи      | Матчі | Голи | Матчі  | Голи   |
| ----------------- | ----------------- | ----------------- | --------- | --------- | ----- | ----- | --------- | --------- | ----- | ---- | ------ | ------ |
| Йонг ПСВ          | 2023–24           | Еерстедивізі      | 26        | 4         | —     | —     | —         | —         | —     | —    | 26     | 4      |
| Йонг ПСВ          | 2024–25           | Еерстедивізі      | 21        | 1         | —     | —     | —         | —         | —     | —    | 21     | 1      |
| Йонг ПСВ          | Всього            | Всього            | 48        | 5         | —     | —     | —         | —         | —     | —    | 47     | 5      |
| ПСВ               | 2023–24           | Ередивізі         | 3         | 0         | 0     | 0     | 0         | 0         | —     | —    | 3      | 0      |
| ПСВ               | 2024–25           | Ередивізі         | 5         | 0         | 1     | 0     | 1         | 0         | 0     | 0    | 7      | 0      |
| ПСВ               | 2025–26           | Ередивізі         | 1         | 0         | 1     | 0     | 0         | 0         | 0     | 0    | 1      | 0      |
| ПСВ               | Всього            | Всього            | 8         | 0         | 1     | 0     | 1         | 0         | 0     | 0    | 10     | 0      |
| Всього за кар'єру | Всього за кар'єру | Всього за кар'єру | 56        | 5         | 1     | 0     | 1         | 0         | 0     | 0    | 58     | 5      |

1. ↑  Матчі в Лізі чемпіонів УЄФА

## Досягнення
ПСВ
- Чемпіон Нідерландів: 2023–24[17], 2024–25[18]
- Володар Суперкубка Нідерландів: 2025[19]

Збірна Нідерландів (до 19)
- Переможець юнацького чемпіонату Європи (до 19 років): 2025[20]

Особисті
- Команда сезону Еерстедивізі: 2023–24[21]
- Символічна збірна юнацького чемпіонату Європи (до 19 років): 2025[22]